# Deportivo Rayo Zuliano
Actualités
Le Deportivo Rayo Zuliano est un club vénézuélien de football basé à Maracaibo.

## Histoire
Fondé au début de 2005, le Rayo Zuliano commence  dans le tournoi des aspirants 2005-2006 dans le groupe Occidental II, un championnat amateur.
Rayo n'a pas concouru les deux saisons suivantes, mais est revenu lors de la saison 2007-2008 dans la Tercera División nouvellement créée (le quatrième niveau au Venezuela). Sans grande chance dans cette catégorie, le club cesse son activité après la saison 2009-2010.
En 2021, un nouveau conseil d'administration a réussi à acquérir les droits sportifs de l'Atlético Furrial qui s'est retiré de la saison 2020 de deuxième division en raison de problèmes financiers et le Rayo est refondé en juillet 2021. Cette année, il termine en huitième position sur dix. Lors de la saison 2022, le club se classe deuxième du Groupe Ouest, mais échoue lors des barrages de montée.
En décembre 2022, le club fusionne avec le Zulia Fútbol Club autre club de la ville et pensionnaire en première division, le Rayo Zuliano prend la place de Zulia dans la plus haute division vénézuellienne .